# Oji Eagles
Gli Oji Eagles (王子製紙アイスホッケー部?, Ōji Seishi Aisu Hokkē-bu) sono una squadra di hockey su ghiaccio giapponese della città di Tomakomai, a Hokkaidō. Attualmente milita nell'Asia League Ice Hockey e gioca le sue partite casalinghe nell'Hakucho Arena.

## Pista
L'Hakucho Arena (白鳥アリーナ Hakuchō Arīna) ha una capienza di 4 015 posti, di cui 3 015 seduti e 1 000 in piedi.